# Маскаренске сове
Маскаренске сове (лат. Mascarenotus) представљају род птица из фамилије правих сова. Биле су ограничене само на острва у Индијском океану. Све три врсте — Mascarenotus murivorus, Mascarenotus sauzieri и Mascarenotus grucheti — изумрле су до данас.